# Coaña (parroquia)
Coaña (oficialmente y en asturiano: Cuaña) es una parroquia del concejo de Coaña, en la comarca de Eo-Navia, Principado de Asturias, España. La villa de Coaña es además la capital del concejo.
La parroquia tiene una superficie de 15,68 km² en los que residen 342 habitantes (2018) repartidos en 156 viviendas y limita al norte con la parroquia de Folgueras; al noreste con la de Navia en el concejo homónimo; al sur con dos de las tres parroquias en que está dividido Lebredo, la perteneciente a Coaña y la del vecino concejo de Boal; al este con Villacondide y Villanueva, esta última en Navia y por último al oeste con Arancedo, en el concejo de El Franco.
Su templo parroquial está dedicado a Santa María.

## Lugares
Según el nomenclátor de 2023, la parroquia comprende las siguientes entidades de población:
- Carbón
- Ceregedo (Cereixedo)
- Coaña (Cuaña)
- Las Cruces (As Cruces)
- Llosoiro
- Las Mestas (As Mestas)
- Nadóu
- San Esteban
- Sarrióu (Sarreo)
- Valentín
- El Villar